# Беново
Беново (пол. Benowo, нім. Bönhof) — село в Польщі, у гміні Риєво Квідзинського повіту Поморського воєводства.
Населення — 344 особи (2011).
У 1975-1998 роках село належало до Ельблонзького воєводства.

## Демографія
Демографічна структура станом на 31 березня 2011 року:
|          | Загалом | Допрацездатний вік | Працездатний вік | Постпрацездатний вік |
| -------- | ------- | ------------------ | ---------------- | -------------------- |
| Чоловіки | 168     | 36                 | 122              | 10                   |
| Жінки    | 176     | 47                 | 103              | 26                   |
| Разом    | 344     | 83                 | 225              | 36                   |